# Whidbey Island Station
Whidbey Island Station (korábban Ault Field) az Amerikai Egyesült Államok északnyugati részén, Washington állam Island megyéjében elhelyezkedő statisztikai település, az azonos nevű katonai támaszpont székhelye. A 2010. évi népszámlálási adatok alapján 1541 lakosa van.

## Éghajlat
A település éghajlata mediterrán (a Köppen-skála szerint Csb).

## Népesség
A település népességének változása:
| Lakosok száma | 2064 | 1541 | 1671 |
|               | 2000 | 2010 | 2020 |